# Chad Mendes
Chad Edward Mendes (født 1. maj 1985 i Hanford i Californien i USA), er en amerikansk MMA-udøver, der siden 2011 har konkurreret i organisationen Ultimate Fighting Championship.

## MMA-karriere

### Tidlige karriere
Efter afslutningen af sin kollegiale karriere, begyndte Mendes at træne MMA i Team Alpha Male. Han begyndte at kæmpe for Palace Fighting Championship og forblev ubesejret.

### World Extreme Cagefighting
Mendes fik sim WEC-debut mod Erik Koch den 6. marts, 2010 på WEC 47. Han vandt via enstemmig afgørelse, selvom han fik et cut over højre øje, der blev eksamnineret under kampen for at se om han kunne fortsætte.

### Ultimate Fighting Championship
Den 28. oktober, 2010 blev World Extreme Cagefighting fusioneret med Ultimate Fighting Championship. Som en del af sammenlægningen blev alle WEC-kæmperne overført til UFC.
Mendes fik sin UFC-debut mod sort-bælte-i-judo-veterean Michihiro Omigawa den 5. februar, 2011 på UFC 126. Han vandt kampen via enstemmig afgørelse (30–27, 30–27, 30–27).
Efter UFC 129, nævnte UFC's præsident Dana White til det efterfølgende pressemøde at Mendes kunne få en titelchance mod UFC-fjervægtsmesteren José Aldo. Selvom det var meningen af de 2 skulle mødes den 6. august, 2011 til UFC 133, måtte Aldo trække sig ud da han skulle komme sig over adskillige skader under sin kamp mod Hominick. Mendes mødte i stedet Rani Yahya til stævnet. Han vandt kampen via enstemmig afgørelse.
Mendes kæmpede mod UFC-fjervægtsmesteren José Aldo den 14. januar, 2012 på UFC 142, hvor han tabte ved 4:59 i 1. omgang via KO, hvilket gav Mendes sit første professionelle nederlag i karrieren.
En rematch med José Aldo skulle have fundet sted den 2. august, 2014 som hovedkampen på UFC 176 om UFC-fjervægts-mesterksbet. Men i tidlig juli, meldte Aldo afbud på grund af en skade. Rematchen med Aldo blev herefter booket til 25. oktober, 2014 på UFC 179. Han blev den første mand, der slog Aldo ned ved at ramme ham med en venstre i 1. omgang. Mendes og Aldo rystede hinanden med rene træffere og Mendes endte med at tabe via en tæt enstemmig afgørelse. Selvom han tabte blev Mendes belønnet med Fight of the Night-bonus-prisen for kampen. Kampen vandt World MMA Awards 2015 fight of the year-prisen.
José Aldo skulle have mødt Conor McGregor den 11. juli, 2015 at UFC 189 om UFC-fjervægts-titel. Men i dagene op til kampen træk Aldo sig fra kampen på grund af en skade i ribbene han havde fået under træning. Mendes trådte ind med kort varsel og mødte McGregor om interim-titlen. McGregor vandt kampen via TKO i 2. omgang.
Mendes mødte Frankie Edgar den 11. december, 2015 på The Ultimate Fighter 22 Finale. Han tabte via knockout i 1. omgang.

## Privatliv
Mendes er af portugesisk, italiensk, puerto-ricansk, irsk og indiansk afstamnning.
Mendes grundlagde jæger og fisker guide service Finz and Featherz.